# Sommer-Paralympics 2012/Teilnehmer (Venezuela)
| stlisierte Goldmedaille | stlisierte Silbermedaille | stlisierte Bronzemedaille |
| ----------------------- | ------------------------- | ------------------------- |
| —                       | —                         | 2                         |

Venezuela entsendete zu den Paralympischen Sommerspielen 2012 in London eine aus 28 Sportlern bestehende Mannschaft. Insgesamt gewann das Team zwei Bronzemedaillen.

## Medaillen

### Medaillenspiegel
| Medaillenspiegel Venezuela |                |                              |                           |                           |        |
| Platz                      | Sportart       | Goldmedaille – Olympiasieger | Silbermedaille – 2. Platz | Bronzemedaille – 3. Platz | Gesamt |
| 01                         | Leichtathletik | 0                            | 0                         | 01                        | 1      |
| 01                         | Judo           | 0                            | 0                         | 01                        | 1      |
| Total                      | Total          | 0                            | 0                         | 2                         | 2      |

### Medaillengewinner

#### Bronze
| Name           | Sportart       | Wettkampf                   |
| -------------- | -------------- | --------------------------- |
| Omar Monterola | Leichtathletik | 200-Meter-Lauf (T37) Männer |
| Marcos Falcon  | Judo           | Männer bis 66 kg            |

## Teilnehmer nach Sportart

### Judo
Frauen:
- Naomi Soazo

Männer:
- Mauricio Briceno
- Marcos Falcon
- Williams Montero

### Leichtathletik
Frauen:
- Mariel Bethancourt
- Yomaira Cohen
- Eddy Guerrero
- Yuclesy Pinto

Männer:
- Jesus Aguilar
- Williams Barreto
- Anibal Bello
- Samuel Colmenares
- Danyelo Hernandez
- Oscar David Herrera
- Dorian Machado
- Omar Monterola
- Jose Ortiz
- Ronny Valdes
- Juan Valladares

### Powerlifting (Bankdrücken)
Männer:
- Jose Arnaldo Chirinos Vargas

### Radsport
Männer:
- Victor Hugo Garrido Marquez
- Cirio de Jesus Molina

### Schwimmen
Frauen:
- Belkys Mota

Männer:
- Mark Chirino
- Pedro Enrique Gonzalez Valdiviezo
- Alberto Jesus Vera Moran

### Tischtennis
Männer:
- Edson Gomez